# لوسی بوینتون
لوسی بوینتون (Lucy Christabel Boynton متولد ۱۷ ژانویه ۱۹۹۴) یک بازیگر انگلیسی-آمریکایی است. نخستین فیلمی که وی بازی کرده‌است در فیلم دوشیزه پاتر (۲۰۰۶) در نقش بئاتریس پاتر جوان بوده‌است. قبل از اینکه در فیلم زندگی‌نامه‌ای  راپسودی بوهمی  (۲۰۱۸) در نقش مری آستین ایفای نقش نماید در فیلم‌های خیابان آواز (۲۰۱۶)، قتل در قطار سریع‌السیر شرق (فیلم ۲۰۱۷) (۲۰۱۷) و حواری (۲۰۱۸) نقش آفرینی نمود.